# Point Pleasant, West Virginia
Point Pleasant är administrativ huvudort i Mason County i West Virginia i USA. Enligt 2010 års folkräkning hade Point Pleasant 4 350 invånare.

## Kända personer från Point Pleasant
- Robert L. Hogg, politiker
- Karl Probst, ingenjör